# PlayStation Video
PlayStation Video (раніше відомий як Video Unlimited) — це онлайн-сервіс розповсюдження фільмів і телепрограм, який вперше запропонувала Sony Entertainment Network у лютому 2010 року.
Від імені таких студій, як Sony Pictures, 20th Century Studios, Warner Bros., Universal Pictures, Metro-Goldwyn-Mayer, Paramount Pictures і Lionsgate, Video Unlimited розповсюджує телевізійні епізоди та нові фільми, а також різноманітні старі фільми. У листопаді 2010 року Video Unlimited почала розповсюджувати онлайн-контент у Великій Британії, Франції, Німеччині, Італії та Іспанії, а з тих пір поширилася на Японію, Канаду та Австралію. До їх розповсюджуваного вмісту можна отримати доступ через персональні комп’ютери та інші пристрої, такі як програвачі Sony Blu-ray, консолі PlayStation, смартфони Xperia та планшети Sony, телевізори Bravia та деякі портативні музичні плеєри.
2 березня 2021 року Sony оголосила, що 31 серпня припинить обслуговувати нові покупки та оренду фільмів і телешоу через PlayStation Video.